# 오흐리드시

오흐리드 시의 위치

오흐리드시(마케도니아어: Општина Охрид)는 마케도니아 공화국 남서부에 위치한 지방 자치체로 행정 중심지는 오흐리드이며 면적은 389.93km2, 인구는 55,749명(2002년 기준)이다. 서쪽과 북쪽으로는 데바르차 시, 동쪽으로는 레센 시, 북동쪽으로는 데미르히사르 시와 접한다.